# 新二岐駅

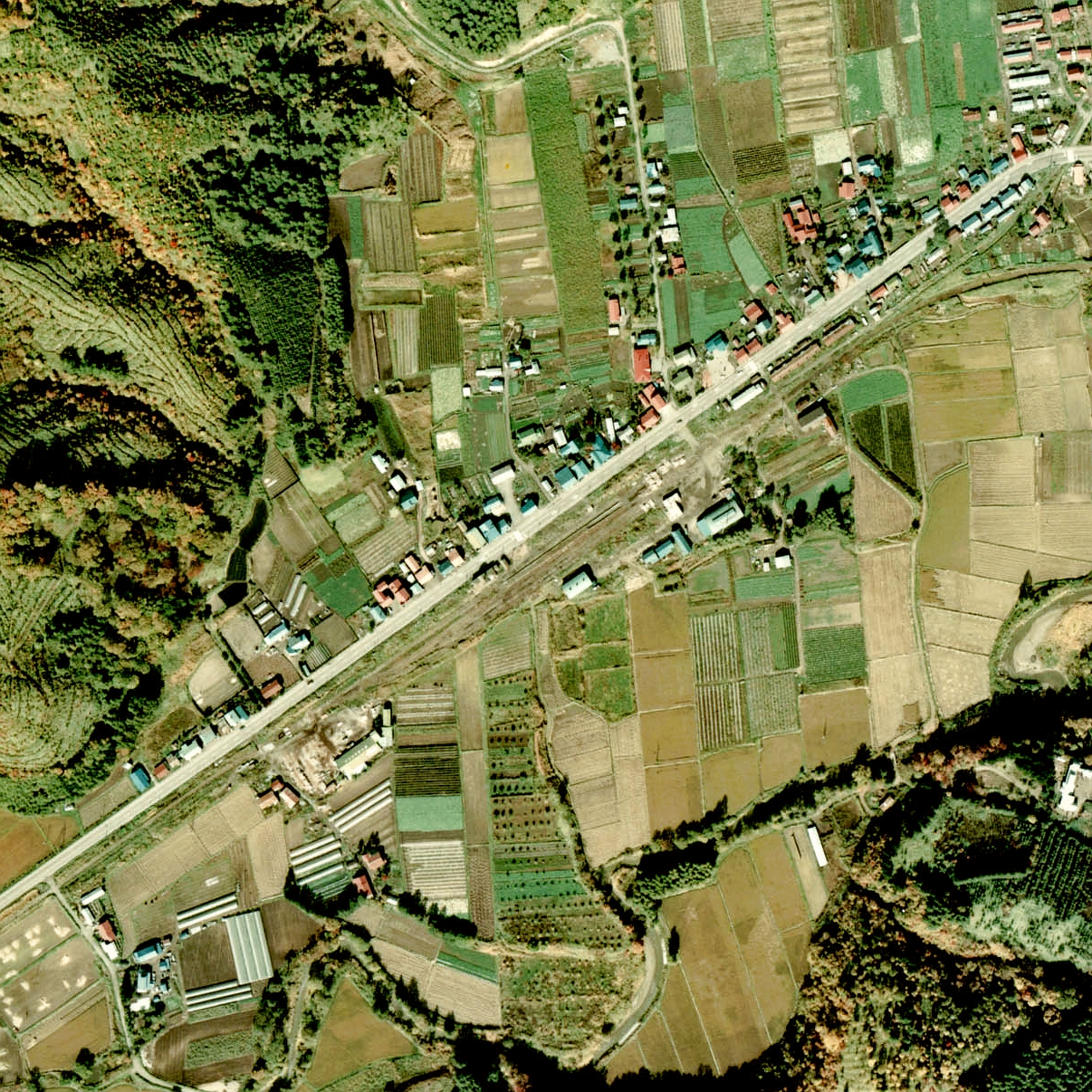
1976年の新二岐駅跡と周囲750 m範囲。右上、上が角田炭鉱専用線の軌道跡、下が本線夕張本町方面。

新二岐駅（しんふたまたえき）は、北海道夕張郡栗山町日出にあった夕張鉄道の駅（廃駅）である。夕張鉄道線の廃止に伴い1975年（昭和50年）に廃止された。角田炭鉱専用鉄道が分岐していた。

## 歴史

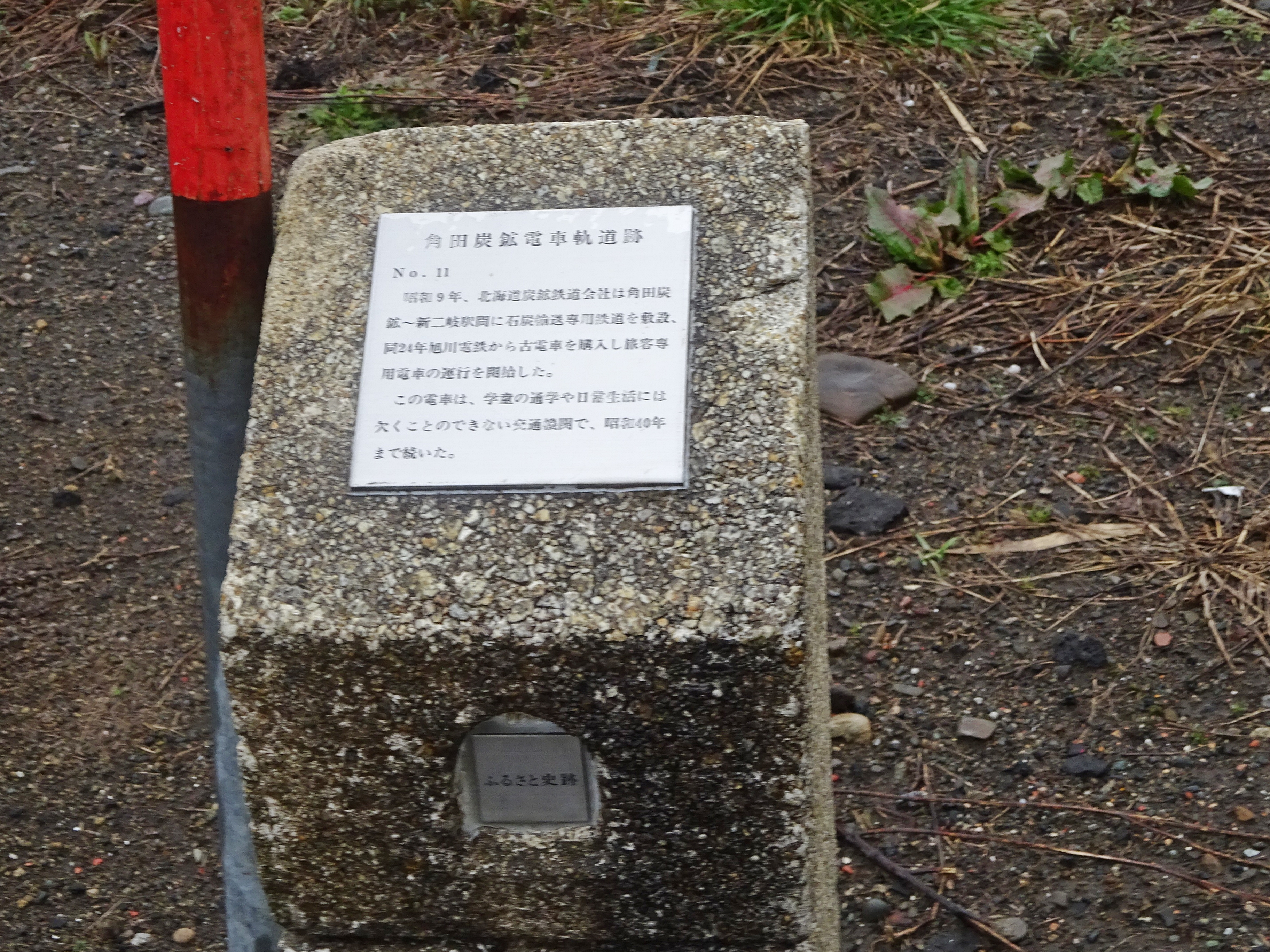
角田炭鉱電車軌道の石碑

- 1926年（大正15年）10月14日：開業。
- 1934年（昭和9年）4月1日：角田炭鉱専用鉄道4.6 km運輸開始。
- 1954年（昭和29年）頃：駅舎改築。
- 1970年（昭和45年）4月：角田炭鉱専用鉄道廃止。
- 1971年（昭和46年）11月15日：旅客営業廃止 。
- 1975年（昭和50年）4月1日：廃止。

## 駅構造
島式ホーム1面2線を有する地上駅。終日駅員が配置されていた。駅舎は1950年代半ばに改築され、腰折屋根と丸窓を組み合わせた大正モダニズムを感じさせる意匠であった。なお、新二岐〜平和駅間は途中にスイッチバック構造のある錦沢駅などがあり、最急勾配22‰の難所で、牽引定数の制約があったため貨車の解結を行うための広い構内を有していた。

## 駅周辺
駅舎は当時のまま残されていたが、2023年2月に解体された。周辺は山間の農業地帯である。
- 北海道中央バス「新二股」停留所、栗山町営バス「新二岐」停留所（デマンド区間）
  - 北海道中央バスは、1980年代半ばまで「新二岐駅前」停留所を名乗っていた。
  - 鉄道の代替となる夕鉄バスの路線もあったが2023年10月に廃止された[4]。

## 隣の駅
夕張鉄道
夕張鉄道線
継立駅 - 新二岐駅 - 錦沢駅